# Tridentea parvipuncta
Tridentea parvipuncta là một loài thực vật có hoa trong họ La bố ma. Loài này được (N.E. Br.) Leach miêu tả khoa học đầu tiên năm 1978.